# 신경행 초상
신경행 초상(辛景行 肖像)은 대한민국 충청북도 괴산군 청안면 문방리에 있는, 조선 중기의 문신인 신경행(1547∼?)선생의 초상화이다. 1986년 4월 28일 충청북도의 유형문화재 제155호로 지정되었다.

## 개요
조선 중기의 문신인 신경행(1547∼?)선생의 초상화이다.
신경행은 1577년 문과에 급제하여 한산군수, 충청도순찰사 종사관 등의 벼슬을 하였다. 종사관으로 있을 때 이몽학의 난이 일어나자 난을 진압하는데 공을 세웠다. 그가 죽은 후 예조판서에 증직되었으며, 청난공신으로 영산군에 봉해졌고, 시호는 '충익'이다.
이 초상화는 선생이 선조 37년(1604) 공신이 된 것을 기념하여 왕명으로 그렸던 공신상을 후에 다시 옮겨 그린 것으로 추정된다. 얼굴은 약간 오른쪽으로 향한 채 두 손은 옷소매 안에서 마주잡고 있는 관복 차림의 전신좌상이다.
옮겨 그린 이모본이기는 하나, 오른쪽으로 살짝 돌린 얼굴 표현이나 양 어깨의 경사각이 심한 차이를 보이는 점 등은 조선 중기 초상화 기법을 잘 보여준다. 특히 집무복의 트임새로 내비치는 속옷 자락이나 발 받침대 밑에 깔린 화문석 돗자리 등은 공신상의 전형적인 특징을 보여준다. 다만, 신경행이 벼슬로 있던 당시에는 사모가 낮았던데 반하여 이 그림에서는 높게 표현되어 있어 조선 후기 즈음에 옮겨 그린 것으로 추측된다.

## 같이 보기
- 신경행

## 참고 자료
- 신경행 초상 - 국가유산청 국가유산포털